# 1944 a jogalkotásban
1944-ben az alábbi jogszabályokat alkották meg:

## Magyarország

### Törvények
- 1944. évi I. törvénycikk  Egyes külállamokkal való kereskedelmi és forgalmi viszonyaink rendezéséről
- 1944. évi II. törvénycikk  A tanyai igazgatás rendezéséről
- 1944. évi III. törvénycikk  Az egyszeri hadkötelezettségi adóról és rendkívüli hadiadóról
- 1944. évi IV. törvénycikk  A gazdasági és hitelélet rendjének, továbbá az államháztartás egyensúlyának biztosításáról alkotott 1931. évi XXVI. törvénycikkben a minisztériumnak adott és utóbb kiterjesztett felhatalmazás további meghosszabbításáról
- 1944. évi V. törvénycikk A családbafogadásról és a tartásról való gondoskodás előmozdítása tárgyában
- 1944. évi VI. törvénycikk A nemzeti gazdálkodás rendjét zavaró egyes cselekmények szigorúbb büntetéséről
- 1944. évi VII. törvénycikk A Pozsonyban az 1942. évi július hó 22. napján kelt magyar-szlovák társadalombiztosítási szerződés becikkelyezéséről
- 1944. évi VIII. törvénycikk Az 1939. évi június hó 10. napjára összehívott országgyűlés tartamának kivételes meghosszabbításáról
- 1944. évi IX. törvénycikk A családjogi határozatok és a holtnaknyilvánítások kölcsönös elismerése tárgyában Berlinben az 1942. évi október hó 2. napján aláírt magyar–német egyezmény becikkelyezéséről

## Egyéb jogszabályok
- 1.860/1944. M. E. rendelet házhelyek csereingatlanok utján megszerzésének előmozdításáról
- 3.180/1944. M. E. rendelet az önkormányzati hatóságok testületi szervei működésének szüneteltetéséről [1]